# Saint-Georges-sur-la-Prée
Saint-Georges-sur-la-Prée és un municipi francès, situat al departament de Cher i a la regió de Centre – Vall del Loira. L'any 2007 tenia 631 habitants.

## Demografia

### Població
El 2007 la població de fet de Saint-Georges-sur-la-Prée era de 631 persones. Hi havia 244 famílies, de les quals 56 eren unipersonals (12 homes vivint sols i 44 dones vivint soles), 84 parelles sense fills, 96 parelles amb fills i 8 famílies monoparentals amb fills.
La població ha evolucionat segons el següent gràfic:
Habitants censats

### Habitatges
El 2007 hi havia 304 habitatges, 245 eren l'habitatge principal de la família, 39 eren segones residències i 20 estaven desocupats. 290 eren cases i 10 eren apartaments. Dels 245 habitatges principals, 197 estaven ocupats pels seus propietaris, 43 estaven llogats i ocupats pels llogaters i 5 estaven cedits a títol gratuït; 1 tenia una cambra, 18 en tenien dues, 26 en tenien tres, 83 en tenien quatre i 117 en tenien cinc o més. 178 habitatges disposaven pel capbaix d'una plaça de pàrquing. A 95 habitatges hi havia un automòbil i a 129 n'hi havia dos o més.

### Piràmide de població
La piràmide de població per edats i sexe el 2009 era:
| Homes | Edats   | Dones |
| ----- | ------- | ----- |
| 0     | 95 o +  | 0     |
| 0     | 90 a 94 | 0     |
| 8     | 85 a 89 | 0     |
| 0     | 80 a 84 | 4     |
| 8     | 75 a 79 | 4     |
| 16    | 70 a 74 | 16    |
| 16    | 65 a 69 | 24    |
| 8     | 60 a 64 | 0     |
| 4     | 55 a 59 | 8     |
| 8     | 50 a 54 | 8     |
| 20    | 45 a 49 | 24    |
| 40    | 40 a 44 | 16    |
| 16    | 35 a 39 | 32    |
| 20    | 30 a 34 | 40    |
| 20    | 25 a 29 | 12    |
| 12    | 20 a 24 | 4     |
| 32    | 15 a 19 | 32    |
| 40    | 10 a 14 | 28    |
| 20    | 5 a 9   | 40    |
| 20    | 0 a 4   | 8     |

## Economia
El 2007 la població en edat de treballar era de 406 persones, 304 eren actives i 102 eren inactives. De les 304 persones actives 275 estaven ocupades (155 homes i 120 dones) i 29 estaven aturades (15 homes i 14 dones). De les 102 persones inactives 32 estaven jubilades, 39 estaven estudiant i 31 estaven classificades com a «altres inactius».

### Ingressos
El 2009 a Saint-Georges-sur-la-Prée hi havia 246 unitats fiscals que integraven 649 persones, la mediana anual d'ingressos fiscals per persona era de 17.203 €.

### Activitats econòmiques
Dels 16 establiments que hi havia el 2007, 1 era d'una empresa alimentària, 2 d'empreses de fabricació d'altres productes industrials, 6 d'empreses de construcció, 4 d'empreses de comerç i reparació d'automòbils, 1 d'una empresa de transport, 1 d'una empresa de serveis i 1 d'una entitat de l'administració pública.
Dels 6 establiments de servei als particulars que hi havia el 2009, 1 era un taller de reparació d'automòbils i de material agrícola, 1 paleta, 2 guixaires pintors, 1 fusteria i 1 lampisteria.
Dels 2 establiments comercials que hi havia el 2009, 1 era una gran superfície de material de bricolatge i 1 una botiga de menys de 120 m².
L'any 2000 a Saint-Georges-sur-la-Prée hi havia 23 explotacions agrícoles que ocupaven un total de 1.010 hectàrees.

## Equipaments sanitaris i escolars
El 2009 hi havia una escola elemental.

## Poblacions més properes
El següent diagrama mostra les poblacions més properes.